# VideoGuard
VideoGuard — система кодирования для цифрового телевидения, разработанная британской компанией NDS, которая является одним из лидеров в разработке систем кодирования для цифрового телевидения.
Карты привязаны к ТВ-тюнерам. Привязка затрудняет использование даже официальных карт VIDEOGUARD на других тюнерах.
Кодировка VideoGuard (переводимая как ВидеоСтраж) очень широко распространена в мире. В США VideoGuard использует компания DirecTV, в Англии BSkyB, в Европе Sky Italiy, Viasat и некоторые другие вещатели. В Азии Star TV так же использует VideoGuard. Эта кодировка используется с 2011 года и для казахстанского оператора «OTAU TV».
В России «VideoGuard» использует оператор Viasat для нескольких каналов идущих со спутника intelsat-15, в том числе известный TV1000.